# Новаківський Ждан-Андрій Ярославович

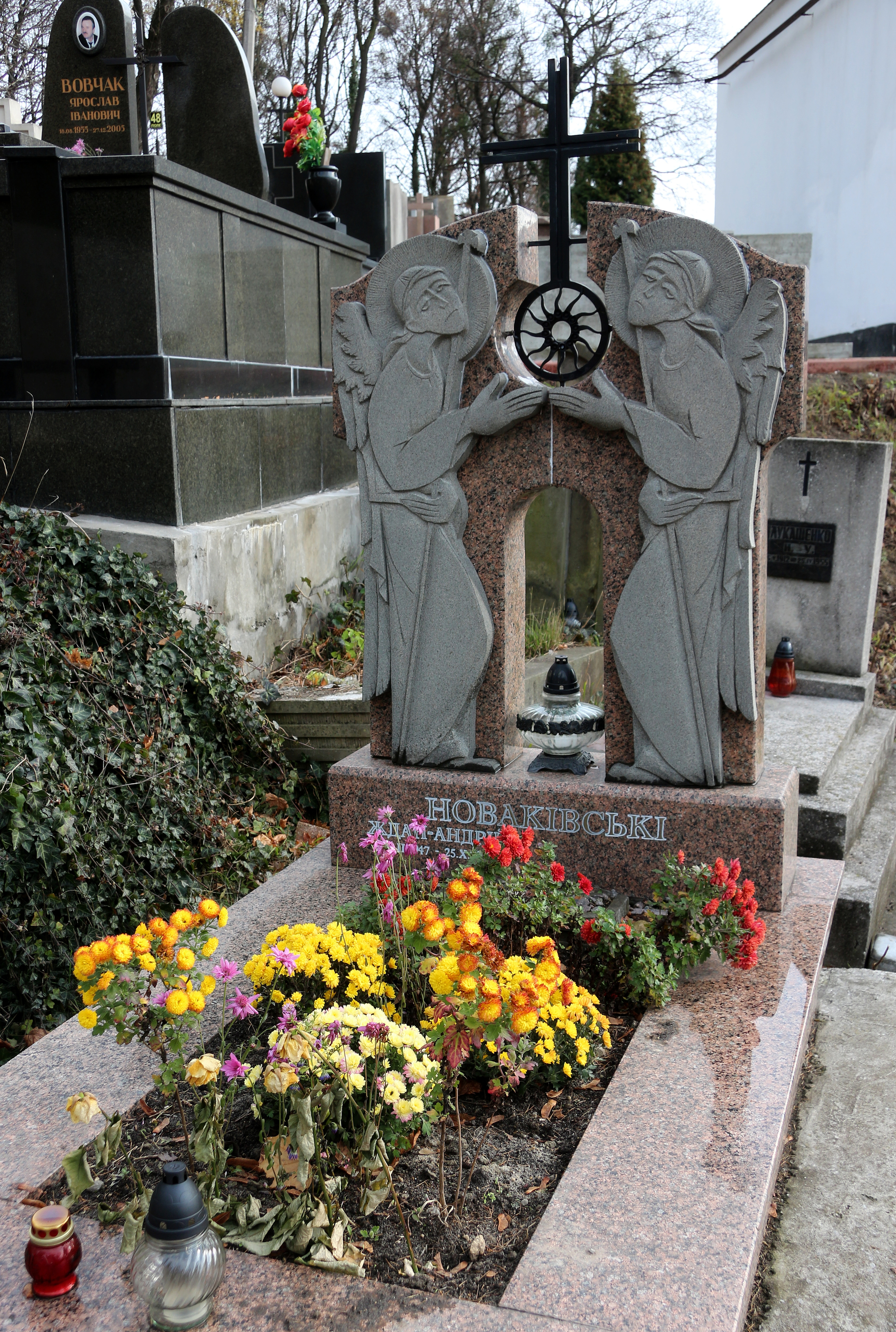

Новаківський Ждан-Андрій Ярославович (12 лютого 1947, Львів — 25 жовтня 2001) — український архітектор, реставратор, музейник.

## Біографія
Народився 12 лютого 1947 року в сім'ї Ярослава Новаківського, архітектора-урбаніста та Дарії Славецької, спортсменки. Внук живописця Олекси Новаківського. Навчався у Львові у школах № 1 і № 55. Протягом 1964–1969 років — на архітектурному факультеті Львівського політехнічного інституту. Серед викладачів з фаху Андрій Рудницький, Роман Липка, Тетяна Максимюк.
Працював в Українському спеціальному науково-реставраційному виробничому управлінні Держбуду України. Від 1970 року — начальник науково-дослідних реставраційних відділів Львівської міжобласної спеціальної науково-реставраційної майстерні (установа після реорганізацій стала відома як інститут «Укрзахідпроектреставрація»). Співавтор низки реставраційних проєктів.
У 1983–1994 роках — директор Національного музею у Львові. Під керівництвом Новаківського створено низку нових філіалів музею. Зокрема у Львові — художньо-меморіальні музеї Леопольда Левицького, Івана Труша, Антона Манастирського. Організовано експозицію українського мистецтва у приміщенні на проспекті Свободи, 20. У Самборі — музей Леся Курбаса, в Трускавці — Михайла Біласа, садиба Устияновичів у Вовкові.
За свою діяльність відзначений численними нагородами та преміями.
Помер 25 жовтня 2001 року на 55 році життя. Похований на Личаківському цвинтарі, поле № 49.

## Громадська діяльність
Член архітектурно-реставраційної ради Державного історико-архітектурного заповідника у Львові (1975—1983), УТОПІК (1981—1983), правління Спілки архітекторів (1979—1984).
Створив благодійний фонд «Олекса Новаківський та його школа», який організовував виставки Олекси Новаківського та митців його школи.

## Проєкти
- Проєкт детального планування центру Львова (1970, співавтори Алла Петрова, Андрій Рудницький, Роман Мих, Ярослав Новаківський).[2]
- Проєкт районного планування Трускавця. (1977, співавтор Алла Петрова).[3]
- Реставрація дерев'яних церков у селах Гусний, Буківець, Ізки, Торунь, Потелич (1969—1973).
- Реставрація Свірзького замку та пристосування під Будинок творчості Спілки архітекторів (друга премія на конкурсі найкращих проєктів з містобудування та архітектури України у 1973).
- Проєктні пропозиції планування Державного історико-архітектурного заповідника у Львові (1973—1975).
- Проєкт реконструкції ансамблю монастиря бернардинців у Львові, пристосування частини приміщень для потреб реставраційних майстерень (1972—1975).
- Проєкт реставрації Манявського скиту (1969—1980).
- Проєкти реставрації низки житлових кам'яниць у Львові. Зокрема на площі Ринок — № 2, 10, 19, 30, 37, 38, 41; на вулиці Ставропігійській, 1 (1981-1984). Проєкти впорядкування реклами та художніх вивісок на Ринку. Проєкти з комплексної реконструкції та пристосування навколоринкових кварталів.
- Проєкт реставрації Міського арсеналу із пристосуванням для музею зброї (1973—1980).
- Проєкти реставрації і адаптації низки культових споруд Львова. Зокрема костелу Марії Сніжної із пристосуванням під будинок дитячої творчості (1978), вірменського собору із пристосуванням під центр україно-вірменських культурних зв'язків, костелу святої Єлизавети і монастиря бенедиктинок (усі 1980), домініканського монастиря із пристосуванням підвалів під сховища Музею історії релігії (1975—1980), костелу і монастиря кармеліток босих на вулиці Винниченка із пристосуванням для потреб музею метрології і стандартизації (1973—1975, 1980—1981).
- Проєкти реставрації збережених фрагментів львівських оборонних споруд XV–XVII ст. (1982–1983).
- Реставрація дворового флігеля аптеки-музею на вулиці Друкарській, 2 у Львові (1985, спільно з Ганною Новаківською).[4]